# Althepus leucosternus
Althepus leucosternus is een spinnensoort uit de familie Psilodercidae. De soort komt voor in Thailand.